# Буч Џејмс
Буч Џејмс (енгл. Butch James; 8. јануар 1979) бивши је јужноафрички рагбиста и репрезентативац, који је са "спрингбоксима" освојио титулу првака Света 2007. Његова примарна позиција је била отварач, а секундарна први центар. Изгубио је 2 финала супер рагбија са Шарксима. Током каријере имао је проблема и са повредама и са суспензијама због обарања, која су била против правила. Био је агресиван у одбрани и добар шутер у нападу. После светског првенства 2007. потписао је за један од најстаријих рагби клубова, енглески Бат. На првом мечу у дресу Бата, проглашен је за играча утакмице 10. новембра 2007. у победи над француском екипом Герс Аух. За репрезентацију ЈАР дебитовао је против Француске у тест мечу 2001. Играо је на свим утакмицама светског првенсва 2007. Посебно је добро одиграо у финалу, када је зауставио најбољег енглеског играча Вилкинсона. На светском првенству 2011. одиграо је 1 меч против Велса. Једини трофеј у клупској конкуренцији освојио је са Батом, а то је челинџ куп 2008. Крајем 2013. престао је да игра рагби и запослио се као рагби тренер.